# John Hamilton Gray (Politiker, 1811)

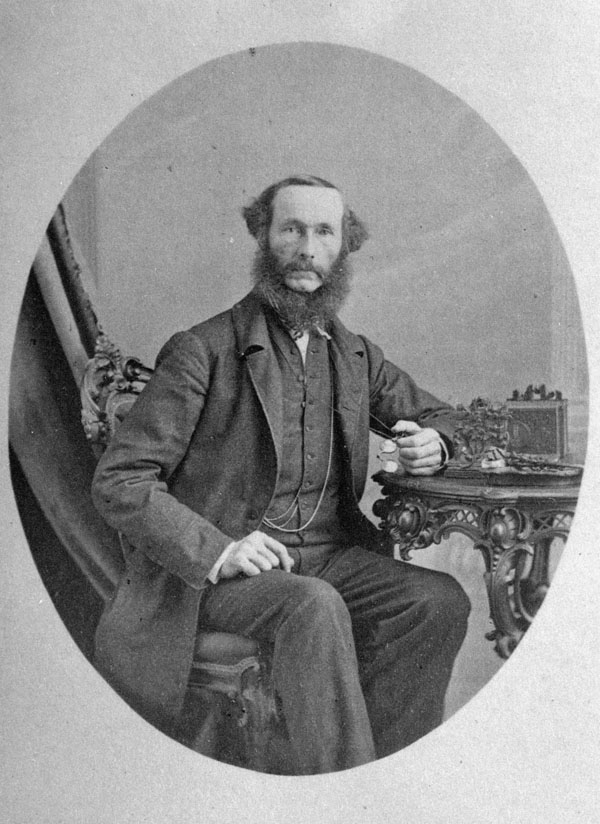
John Hamilton Gray

John Hamilton Gray (* 14. Juni 1811 in Charlottetown, Prince Edward Island; † 13. August 1887 ebenda) war ein kanadischer Politiker und Offizier. Von 1863 bis 1864 war er Premierminister der damaligen Kolonie Prince Edward Island. Als einer der Väter der Konföderation gehört er zu den Wegbereitern des 1867 gegründeten kanadischen Bundesstaates.

## Biografie
Grays Vater wanderte von Schottland nach Virginia aus und kämpfte während des Amerikanischen Unabhängigkeitskrieges auf Seiten der Briten. Mit zahlreichen anderen Loyalisten floh er nach Kriegsende nordwärts und ließ sich in der Kolonie Prince Edward Island nieder, wo er zahlreiche Ämter ausübte. Er schickte seinen Sohn Mitte der 1820er Jahre nach England, damit er dort eine höhere Schulbildung erhielt. 1831 schloss sich Gray dem britischen Heer an und diente zwei Jahrzehnte lang in einem Dragoner-Regiment. Unter anderem war er in Indien und Südafrika stationiert.
1852, mittlerweile im Rang eines Obersten, kehrte Gray nach Prince Edward Island zurück. 1854 folgte die Berufung ins Oberhaus der Kolonie, doch kurze Zeit später legte er sein Amt nieder, um am Krimkrieg teilzunehmen. 1858 wurde er als Kandidat der Prince Edward Island Conservative Party in die Legislativversammlung gewählt, zwei Jahre später übernahm er den Parteivorsitz. Er strebte eine Landreform an, mit der die Pächter mehr Rechte erhalten hätten. Das britische Parlament lehnte sie aber ab.
Ab März 1863 amtierte Gray als Premierminister der Kolonie. Im September 1864 leitete er die Charlottetown-Konferenz, mit der die Grundlage für eine Vereinigung der Kolonien in Britisch-Nordamerika gelegt wurde. Einen Monat später nahm er auch an der Québec-Konferenz teil. Aufgrund parteiinterner Streitigkeiten und der schweren Krankheit seiner Ehefrau trat Gray im Dezember 1864 von allen politischen Ämtern zurück. Stattdessen übernahm er das Kommando der Miliztruppen der Kolonie.

## Nachwirkung
Die kanadische Regierung, vertreten durch den für das Historic Sites and Monuments Board of Canada zuständigen Minister, ehrte Gray am 29. Mai 1939 für sein Wirken und erklärte ihn zu einer „Person von nationaler historischer Bedeutung“.